# براد ميلر (لاعب هوكي الجليد)
براد ميلر (بالإنجليزية: Brad Miller)‏ (و. 1969  م) هو لاعب هوكي الجليد كندي، ولد في إدمونتون، مركز لعبه هو مدافع ‏.

## روابط خارجية
- براد ميلر على موقع دوري الهوكي الوطني (الإنجليزية)
- براد ميلر على موقع قاعة مشاهير الهوكي (لاعب أن.إتش.أل) (الإنجليزية)
- براد ميلر على موقع EliteProspects.com (الإنجليزية)
- براد ميلر على موقع HockeyDB.com (الإنجليزية)
- براد ميلر على موقع Hockey-Reference.com (الإنجليزية)